# 美丽尖额蚤
美丽尖额蚤（学名：Alona pulchella）为盘肠蚤科尖额蚤属的动物。分布于巴基斯坦、印度、阿根廷、智利、坦噶尼喀、马拉维、南非、新西兰、夏威夷群岛以及中国大陆的广东、福建、北京、陕西、新疆等地，一般栖息于湖泊沿岸区以及池塘内。